# Reginald Bray

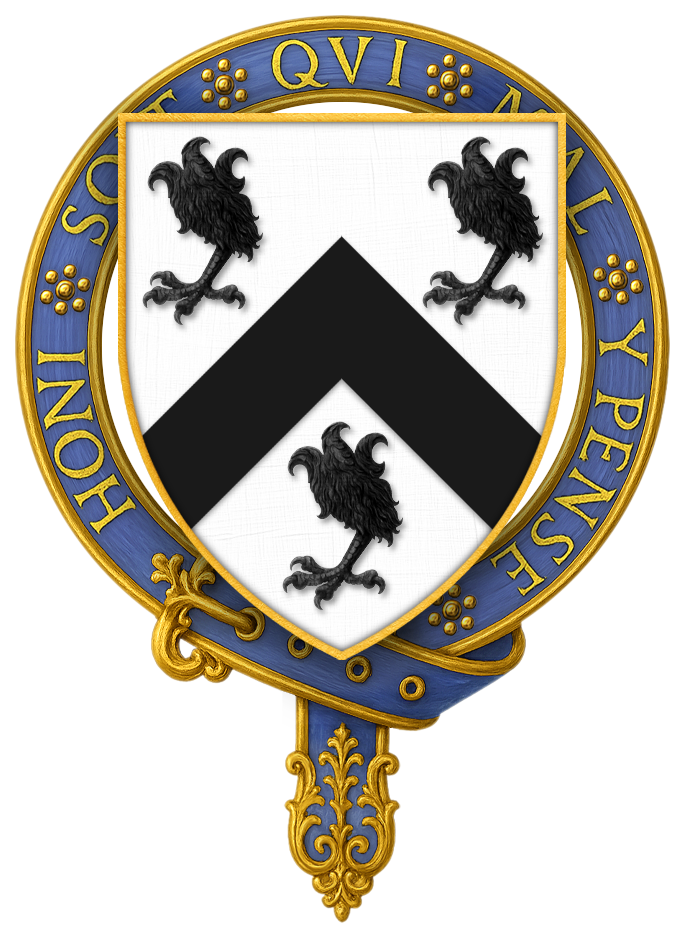
Wappen des Sir Reginald Bray

Sir Reginald Bray KG (* um 1440; † 24. Juni 1503) war ein englischer Adliger, Politiker und Architekt, besonders unter den Königen Heinrich VI. und Heinrich VII. Tudor.

## Herkunft und familiäres Umfeld
Bray entstammt einem englischen Adelsgeschlecht, das in Bedfordshire ansässig war und seinen Sitz auf dem Landgut Eaton-Bray hatte. Er war der Sohn von Sir Richard Bray und der Joan Troughton und wurde vermutlich in den frühen 1440er Jahren in der Gemeinde St. John Bedwardine in Worcestershire geboren. Sein Vater war Mitglied des Privy Councils unter Heinrich VI.

## Schreibweise des Namens
Bei der Schreibweise des Vor- und Familiennamens gibt es unterschiedliche Versionen. Im Dictionary of National Biography wird der Familienname mit Bray und der Vorname mit Reginald angegeben, während sich sein Neffe Edmund Braye, 1. Baron Braye, sowohl im Titel als auch im Familiennamen „Braye“ schreibt. Auch die Vornamen unterscheiden sich: Im Dictionary wird Bray mit dem Vornamen „Reginald“ geführt, während er in The Complete Peerage als „Reynold“ bezeichnet wird. Als Reginald Bray wird er auch in der Liste der Ritter des Hosenbandordens geführt.

## Politische Laufbahn
Reginals Aufstieg begann als Steward des Haushaltes des Sir Henry Stafford, des Gatten von Margaret, Countess of Richmond, und Mutter des Thronprätendenten und künftigen Königs Heinrich VII. aus dem Hause Tudor. Er blieb in Diensten Margarets auch nach deren Heirat mit Thomas Stanley, 1. Earl of Derby. Trotz der Dienste, die er dem vom Hause York gestürzten König Heinrich VI. aus dem Hause Lancaster geleistet hatte, wurde er von Richard III. begnadigt.
Nachdem Richard III. in der Schlacht von Bosworth gefallen und danach Heinrich VII. König geworden war, erwarb er sich die Gunst des neuen Königs und behielt sie bis zu seinem Tode. Schon anlässlich der Krönung Heinrichs VII. wurde er am 28. Oktober 1485 zum Knight of the Bath geschlagen. Von nun an begann eine steile Karriere: Zunächst wurde er zum Constable von Oakham Castle in Rutland und außerdem zum Chief Justice südlich des Trent bestellt. Danach wurde er Mitglied des Privy Council und schließlich Treasurer und Chancellor of the Duchy of Lancaster. Im Jahr 1488 wurde er Keeper of the Parks of Guilford and Henley auf Lebenszeit. Es folgten zahlreiche Ehrungen: So wurde er im Oktober 1494 zum Steward der University of Oxford ernannt, 1495 übertrug ihm der König die Isle of Wight mit Carisbrooke Castle und etlichen Landgütern auf Lebenszeit und nahm ihn am 28. Januar 1501 in den Hosenbandorden auf.

## Militärische Dienste
Im Juni 1497 nahm er am Feldzug gegen die Rebellen in Cornwall unter Lord Audley teil, der in der Schlacht von Deptford Bridge geschlagen und gefangen genommen wurde. Auch hier belohnte Heinrich VII. ihn fürstlich: Er schlug ihn noch auf dem Schlachtfeld von Deptford Bridge zum Knight Banneret und übertrug ihm nach der Hinrichtung Lord Audleys dessen Güter Manor of Shire und ein großes Gut in Sussex.

## Tätigkeit als Architekt
Bray war auch ein begabter Architekt. So erbaute er die St. George-Kapelle in Windsor Castle und entwarf die Kapelle seines königlichen Herrn in der Westminster Abbey. Für diese Kapelle legte er am 24. Januar 1502 noch den Grundstein, die Fertigstellung dieses Bauwerks erlebte er allerdings nicht mehr. Er starb am 5. August 1503 und wurde in seiner Kapelle in Windsor Castle beigesetzt. Er war kinderlos mit Catherine Husee verheiratet. Sein Erbe wurde sein Neffe Edmund Braye, der Sohn seines Bruders John.